# Asociación Deportivo Cali (féminines)
Maillots
Le Deportivo Cali Femenino est un club de football féminin colombien basé à Cali et affilié au Deportivo Cali.

## Histoire
Le Deportivo Cali dispute le championnat de Colombie depuis 2018, la ligue colombienne exigeant pour chaque club professionnel masculin une section féminine. Il remporte son premier titre en 2021, en battant en finale l'Independiente Santa Fe 6-3, terminant le championnat invaincu. Le club se qualifie ainsi pour la Copa Libertadores.

## Palmarès
| Compétitions nationales                                                        |
| ------------------------------------------------------------------------------ |
| - Championnat de Colombie (2) : - Champion : 2021 et 2024. - Finaliste : 2022. |

## Rivalités
Les Azucareras disputent le clásico vallecaucano face à l'América de Cali.